# آرشام خوندکاریان
آرشام خوندکاریان (ارمنی: Արշամ Խոնդկարյան؛ زادهٔ ژوئیه ۱۸۸۱ - درگذشته ۱ دسامبر ۱۹۶۵) سیاست‌مدار اهل ارمنستان بود که در دولت سیمون وراتسیان از تاریخ ۲۵ نوامبر ۱۹۲۰ تا تاریخ  ۲ دسامبر ۱۹۲۰ سمت وزارت ارتباطات اولین جمهوری ارمنستان را برعهده داشت. وی پیشتر سمت وزارت دادگستری اولین جمهوری ارمنستان را برعهده داشت.

## زندگی‌نامه
وی در ژوئیه ۱۸۸۱ در ناحیه سورمالو، فرمانداری ایروان به دنیا آمد و در ۱ دسامبر ۱۹۶۵ در سن ۸۴ سالگی در پاریس درگذشت.